# Ильменевский (Волгоградская область)
Ильменевский —  хутор  в Кумылженском районе Волгоградской области России. Входит в состав  Кумылженского сельского поселения. Население 45 чел. (2010).

## История
В соответствии с Законом Волгоградской области от 14 февраля 2005 года № 1006-ОД «Об установлении границ и наделении статусом Кумылженского района и Муниципальных образований в его составе» хутор вошёл в состав образованного Кумылженского сельского поселения.

## География
Расположен в западной части региона, в лесостепи, в пределах Хопёрско-Бузулукской равнины, являющейся южным окончанием Окско-Донской низменности, вблизи р. Старый Хопёр.
Уличная сеть состоит из трёх географических объектов: Красивый пер., Крутой пер. и ул. Дачная.
Абсолютная высота 73 метра над уровнем моря.

## Население
| 2010 |
| ---- |
| 45   |

Гендерный состав
По данным Всероссийской переписи населения 2010 года в гендерной структуре населения из 45 человек мужчин — 19, женщин — 26 (42,2 и 57,8 % соответственно).
Национальный состав
Согласно результатам переписи 2002 года, в национальной структуре населения
русские составляли  90 % из общей численности населения в 67 чел. .

## Инфраструктура
Личное подсобное хозяйство.
Ведется газификация хутора. Строительство газопровода в х. Ильменевский включено в областную целевую программу «Газификация Волгоградской области на 2013—2017 годы»

## Транспорт
Проходит дорога муниципального значения.
Просёлочные дороги. 